# Episodi di Poirot (tredicesima stagione)
La tredicesima stagione di Poirot è composta da 5 episodi. In Italia è stata pubblicata in DVD da Malavasi Editore. È stata trasmessa in prima tv da Rete 4 a cavallo tra gennaio e febbraio 2014. Il capitolo finale, Sipario, è stato posticipato al 24 maggio 2014, in favore della riproposizione di vecchi capitoli, dato l'ottimo ascolto riscontrato dall'emittente.
| nº | Titolo originale             | Titolo italiano                  | Prima TV Inghilterra | Prima TV Italia  |
| -- | ---------------------------- | -------------------------------- | -------------------- | ---------------- |
| 1  | Elephants Can Remember       | Gli elefanti hanno buona memoria | 9 giugno 2013        | 1º febbraio 2014 |
| 2  | The Big Four                 | Poirot e i quattro               | 23 ottobre 2013      | 25 gennaio 2014  |
| 3  | Dead Man's Folly             | La sagra del delitto             | 30 ottobre 2013      | 18 gennaio 2014  |
| 4  | The Labours of Hercules      | Le fatiche di Hercule            | 6 novembre 2013      | 8 febbraio 2014  |
| 5  | Curtain - Poirot's Last Case | Sipario                          | 13 novembre 2013     | 24 maggio 2014   |

## Gli elefanti hanno buona memoria
- Titolo originale: Elephants Can Remember
- Diretto da: John Strickland
- Romanzo originale: Gli elefanti hanno buona memoria

### Trama
Poirot e la sua amica scrittrice Ariadne Olivier sono impegnati nella risoluzione di due differenti casi.
Poirot è alla prese con il macabro omicidio di uno psichiatra, mentre Madame Olivier è alla ricerca della verità che si cela dietro a un omicidio-suicidio avvenuto alcuni anni prima.

## Poirot e i quattro
- Titolo originale: The Big Four
- Diretto da: Peter Lydon
- Romanzo originale: Poirot e i quattro

### Trama
Riunitosi con i suoi vecchi amici, Hastings, Japp e Miss Lemon, Poirot si ritrova ad investigare una serie di elaborati omicidi che sembrano essere stati perpetrati da una sinistra organizzazione, denominata I QUATTRO, con lo scopo di scatenare una nuova guerra mondiale.

## La sagra del delitto
- Titolo originale: Dead Man's Folly
- Diretto da: Tom Vaughan
- Romanzo originale: La sagra del delitto

### Trama
La famosa scrittrice Ariadne Oliver è incaricata di organizzare un finto delitto in occasione di una sagra che si terrà presso Nasse House, nel Devon. Si accorge però che qualcosa non va e chiama ad investigare Hercule Poirot. Tutto pare andare per il meglio, quando il giorno della sagra la ragazza che deve interpretare la vittima viene trovata strangolata e la padrona di casa scompare.

## Le fatiche di Hercule
- Titolo originale: The Labours of Hercules
- Diretto da: Andy Wilson
- Romanzo originale: Le fatiche di Hercule

### Trama
Poirot insegue il famigerato ladro ed omicida Marrascaud fino ad un isolato e lussuoso hotel svizzero, pieno di personaggi sospetti. Durante le sue indagini, Poirot rincontra la sua vecchia fiamma, la Contessa Rossakoff, che si offre di assisterlo nelle indagini.

## Sipario
- Titolo originale: Curtain - Poirot's Last Case
- Diretto da: Hettie Macdonald
- Romanzo originale: Sipario

### Trama
Ancora in lutto per la morte prematura di sua moglie Bella, Hastings viene convocato a Styles Court dal suo vecchio amico Hercule Poirot. È il maniero di campagna dove, trent’anni prima, lui e Poirot si erano incontrati per la prima volta in Inghilterra e dove avevano anche risolto insieme il loro primo omicidio.
Ora Styles Court ha cambiato proprietario ed è gestito come una modesta pensione del dopoguerra, ed è qui che Hastings fa una scoperta sconvolgente: la salute di Poirot ha preso una brutta piega. Il detective belga è ormai vecchio, magro, artritico e confinato su una sedia a rotelle mentre lotta contro un cuore debole. Ma le sue piccole cellule grigie sono attive come sempre, ed è per questo che Poirot lo ha chiamato a Styles Court: un assassino è in mezzo a loro e potrebbe essere pronto a colpire ancora.